# ولاوایا
ولاوایا (به لاتین: Wellawaya) یک منطقهٔ مسکونی در سری‌لانکا است که در استان یووا واقع شده‌است. ولاوایا ۵۴٬۰۹۹ نفر جمعیت دارد.